# Großsteingrab Darbein
Das Großsteingrab Darbein war eine megalithische Grabanlage der jungsteinzeitlichen Trichterbecherkultur bei Darbein, einem Ortsteil von Dargun im Landkreis Mecklenburgische Seenplatte (Mecklenburg-Vorpommern). Es wurde im 19. Jahrhundert zerstört. Das Grab lag zwischen Dargun und Lehnenhof. Zu Ausrichtung, Maßen und Grabtyp liegen keine näheren Angaben vor.